# 佩斯凯拉
佩斯凯拉是巴西伯南布哥州的一个市镇。总面积1000平方公里，总人口64454人，人口密度64.5人/平方公里。